# Hippothoa watersi
Hippothoa watersi är en mossdjursart som beskrevs av Morris 1980. Hippothoa watersi ingår i släktet Hippothoa och familjen Hippothoidae. Inga underarter finns listade i Catalogue of Life.